# باتمان بيوند
باتمان بيوند (بالإنجليزية: Batman Beyond)‏ هو مسلسل رسوم متحركة أمريكي من تأليف بروس تيم، باول ديني وألان بيرنت. شارك في المسلسل ويل فريدل، كيفن كونروي، كري سامر، لورين توم وفرانك ويلكر. صدر الموسم الأول من المسلسل في 10 يناير 1999.

## روابط خارجية
باتمان بيوند على موقع IMDb (الإنجليزية)
- باتمان بيوند على موقع ميتاكريتيك (الإنجليزية)
- باتمان بيوند على موقع روتن توميتوز (الإنجليزية)
- باتمان بيوند على موقع كينوبويسك (الروسية)
- باتمان بيوند على موقع ألو سيني (الفرنسية)
- باتمان بيوند على موقع قاعدة بيانات الفيلم (الإنجليزية)